# Dziennik cwaniaczka 3
Dziennik cwaniaczka 3 (ang. Diary of a Wimpy Kid: Dog Days) – amerykański film familijny w reżyserii Davida Bowersa z 2012 roku. W rolach głównych wystąpili Zachary Gordon i Devon Bostick. Film jest adaptacją książki o tym samym tytule oraz sequelem Dziennika cwaniaczka.
Serwis Rotten Tomatoes przyznał mu wynik 52%.

## Fabuła
Ojciec Grega Heffleya (Zachary Gordon), Frank (Steve Zahn), grozi swojemu synowi, że jeśli znów wpakuje się w kłopoty to zostanie wysłany do szkoły wojskowej.

## Obsada
- Zachary Gordon jako Greg Heffley
- Devon Bostick jako Rodrick Heffley
- Rachael Harris jako Susan Heffley
- Robert Capron jako Rowley Jefferson
- Steve Zahn jako Frank Heffley
- Peyton Roi List jako Holly Hills
- Grayson Russell jako Fregley
- Karan Brar jako Chirag Gupta
- Laine MacNeil jako Patty Farrell
- Melissa Roxburgh jako Heather Hills
- Terence Kelly jako dziadek
- Alf Humphreys jako Robert Jefferson
- Dalila Bela jako Taylor Pringle
- Owen Fielding i Connor Fielding jako Manny Heffley
- Philip Maurice Hayes jako Stan Warren